# کلمه (دشتستان)
کلمه، شهری کوچک و تاریخی در استان بوشهر واقع در جنوب ایران است. این شهر مرکز بخش بوشکان و در مرکز استان بوشهر واقع شده‌است و از توابع شهرستان دشتستان است و آب و هوای شرجی و گرمی دارد.

## جمعیت و وسعت
جمعیت این شهر بر اساس سرشماری سراسری سال ۱۳۸۵، برابر با ۱۹۳۷ نفر بوده‌است. این شهر به لحاظ وسعت و جمعیت یکی از کوچک‌ترین شهرهای کشور محسوب می‌شود. طول این شهر حدود ۵/۲ کیلومتر و عرض ۵/۱ کیلومتر است و طبق  سرشماری سراسری سال۱۳۹۵ جمعیتی حدود ۲۴۶۳ نفر را در خود جای داده‌است .

## موقعیت
کلمه شهری کوچک در ۲۸ درجه و ۵۷ دقیقه شمالی و ۵۱ درجه ۲۸ دقیقه شرقی در ارتفاع ۴۲۰ متری از سطح دریا و در ۷۰ کیلومتری شرق بوشهر و ۵۷ کیلومتری برازجان (مرکز شهرستان دشتستان) واقع شده‌است. این شهر از لحاظ تقسیمات کشوری از توابع شهرستان دشتستان و مرکز بخش بوشکان است.

## طبیعت
این شهر با قرار گرفتن در میان رشته کوه زاگرس جنوبی دارای خاکی حاصل‌خیز و آب و هوایی نسبتاً ملایم و کوهستانی است. کشاورزی و دامپروری آن از رونق خوبی برخوردار است. وجود طبیعت بکر، نخلستان‌ها، کوه‌های سر به فلک کشیده، رودخانه دائمی تنگ باهوش(دره باهوش) از جاذبه‌های طبیعی آن است.

## پوشش گیاهی
بر خلاف برخی نقاط جنوب ایران که از لحاظ پوشش گیاهی فقیر و بیشتر شوره‌زار هستند. این شهر با دارا بودن زمین‌های حاصل‌خیز و آب و هوای مناسب و معتدل سبب شده‌است، که این شهر با پوششی از علفزارها و درختان خودرو، یک طبیعت خاص را در جنوب کشور به نمایش گذاشته‌است. به‌طوری‌که منطقه را بیشتر به نام بهارستان می‌شناسند. در فصول زمستان و بهار زمین‌ها پوشیده از گل و گیاه و درختچه‌های کوچک و بزرگ می‌شود. نخلستان‌ها و مرکباتی همچون لیمو، لیمو شیرین، پرتقال، سیب، انگور، انجیر و زردآلو از این جمله‌اند.

## حیات وحش
موقعیت خاص جغرافیایی شهر کلمه سبب شده‌است که حیات وحش این شهر نیز مستثنی باشد و گونه‌های جانوری و پرندگان و خزندگان کمیابی در طبیعت آن قابل مشاهده هستند. وجود کل (بز کوهی)، میش و قوچ وحشی، انواع گربه سانانی چون: پلنگ، گربه وحشی، گراز، گرگ، روباه، شغال، کفتار و پرندگانی همچون: کبک، تیهو، دراج، حواصیل، بلبل خرما، گنجشک بومی، کبوتر چاهی، قمری، چکاوک و پرندگان شکاری مثل: عقاب، باشه، شاهین و پرندگان مهاجری که برای زمستان گذرانی به این شهر مهاجرت می‌کنند از جمله حیات وحش کلمه هستند.

## تاریخچه و آثار تاریخی
شهر کلمه به عنوان دومین دروازه ورودی استان بوشهر از استان فارس از گذشته دارای اهمیت خاصی بوده‌است که وجود کاروانسرای نزدیک شهر که در مسیر کلمه به روستای خون واقع شده‌است خود گواهی بر این مدعا است؛ وجود آثار باستانی به‌خصوص در قسمت شمالی شهر هم نشان از قدمت تاریخی این شهر دارد. ولی متأسفانه به دلیل کم توجهی کاوش باستان‌شناسی در آن انجام نشده‌است و به همین دلیل نمی‌توان قدمت این شهر را مشخص نمود.
هر چند که آثار باستانی به‌جا‌مانده نشان از قدمت هزاران ساله این شهر دارد. وجود این آثار نشانی از قرار گرفتن این شهر در مسیر فارس به بوشهر و رفت‌وآمد کاروان‌های تجاری از این مسیر است و مردم این شهر علاوه بر مشاغل کشاورزی و دامپروری به دادوستد نیز مشغول بوده‌اند یا اینکه بازرگانانی برای خرید محصولات کشاورزی و فراورده‌های دامی به این شهر مسافرت می‌کرده‌اند.

## وجه تسمیه شهر کلمه
در مورد نام شهر کلمه نظرات متفاوتی وجود دارد و در کتاب‌های مختلف دلایل مختلفی برای نام‌گذاری این شهر آورده شده‌است برخی این نام (قلمه) که نشان دهنده افتادن قلم پای دختر پادشاه کوه گیسکان که توسط دشمنان پس از فتح قلعه به اسب بسته شده‌ بودند نسبت می‌دهند که زیاد مورد توجه نیست، برخی به دلیل قرار گرفتن این شهر در میان کوهستان و کل به معنای قسمتی از یک کوه دانسته‌اند و برخی نیز مه صبحگاهی غلیظی که در فصل زمستان وجود دارد را دلیل این نامگذاری دانسته‌اند و معتقدند که (کله) به معنای خیمه‌گاه و (مه) هم که همان مه صبحگاهی است. و در کل به معنی (خیمگاه مه) است می‌دانند و برخی نیز گفته‌اند که چون قومی از کلیمی‌ها در این شهر سکونت داشته‌اند آن را کلمه گفته‌اند.

## دین و مکان‌های مذهبی
مردم شهر کلمه مسلمان و شیعه دوازده امامی هستند. مردمی معتقد که آئین‌ها و مراسم مذهبی را با تعصب خاصی برگزار می‌کنند. از جمله اماکن مذهبی یک باب مسجد حضرت ولی‌عصر (عج) و دو باب حسینیه حضرت سیدالشهداء (ع) و حضرت علی‌اکبر (ع) و زیارتگاه‌های این شهر هم دو بقعه شه‌زاده ابراهیم و شاه‌زاده محمد است که مردم به زیارت آن‌ها می‌روند.

## اقوام و طوایف
مردم کلمه از طوایف لر شامل تنگسیری (جمالی)، لیرک  (از دهدشت کهگیلویه)، طایفه بزرگ ارغونی ها و سایر لرهای جنوبی هستند که جامعه اجتماعی شهر کلمه را تشکیل داده‌اند و به زبان لری جنوبی صحبت می کنند.

## جغرافیای سیاسی اجتماعی
هر چند که این شهر از شهرهای کوچک ایران محسوب می‌شود و جمعیت کمی دارد و حتی از برخی روستاهای همجوار نیز کم جمعیت‌تر و کم وسعت‌تر است اما به لحاظ موقعیت جغرافیایی و قرار گرفتن در کمربند میانی بخش بوشکان در سال ۱۳۸۰ به عنوان مرکز بخش بوشکان و در سال ۱۳۸۴ نیز شهرداری در این شهر مستقر گردید. به دنبال استقرار بخشداری دیگر ادارات و نهادهای دولتی نیز در این شهر مستقر شدند. فعالیت‌های فرهنگی و اجتماعی نهادهای غیردولتی نیز در این شهر رونق دارد.

## جاذبه‌های گردشگری
قرار گرفتن شهر کلمه در یک منطقه خوش آب و هوا با طبیعت بکر و دست نخورده، کوه‌های سر به فلک کشیده، رودخانه دائمی تنگ باهوش در پایین دشت شهر، وجود تونل پیامبر اعظم از جمله تونل‌های بزرگ جاده‌ای کشور، کاروانسرای قدیمی مابین کلمه - خون، پارک شقایق، پارک غدیر، نخلستان‌های زیبا و یک دست، باغات ترکیبی مرکبات، طبیعت سرسبز و مثال زدنی همه و همه باعث شده‌است که این شهر طبیعت‌گردان و گردشگران زیادی را به سوی خود جذب نماید. به همین خاطر است که هر ساله هزاران نفر از هم میهنان عزیز برای گذراندن تعطیلات و استفاده از مواهب طبیعت خدادادی به این شهر مسافرت می‌نمایند و کلمه از لحاظ جذب طبیعت گردی در استان حائز اهمیت است.

## کشاورزی و دامپروری
زمین‌های حاصلخیز و آب و هوای مناسب سبب شده‌است که تعدادی از اهالی این شهر به شغل کشاورزی و دامپروری بپردازند به‌طوری‌که این شهر یکی از قطبهای کشاورزی استان شده‌است. کشت محصولاتی همچون گندم، جو، کنجد، خیار، هندوانه، سبزی، محصولات گلخانه‌ای و محصولات باغی مثل: خرما، قصب (خرمای زاهدی) و مرکباتی همچون: لیمو، پرتقال و لیمو شیرین این شهر را به لحاظ کشاورزی غنی کرده‌است. در این شهر علاوه بر کشاورزی، دامپروری نیز از رونق خوبی برخوردار است و مردم با پرورش گاو، بز و گوسفند علاوه بر تأمین مایحتاج خود محصولات دامی را به خارج از منطقه نیز صادر می‌کنند.

## صنایع دستی
مردان و زنان این شهر در کنار مشاغل کشاورزی و دامپروری با دستان هنرمند خود دست به خلق آثار هنری می‌زنند. گلیم و گبه، جاجیم، جانماز، تک (زیراندازی که با برگ نخل می‌بافند)، زنبیل و دیگر آثار هنری که با استفاده از مواد موجود در طبیعت ساخته می‌شود.

## غذاهای محلی
غذاهای محلی که ریشه در باورهای مردم دارد همچون طلوع که در ایام عید پخت می‌شود و مردم معتقدند که خوردن آن خوش‌یمن است و از انجیر کوهی درست می‌شود. للک، دال عدس، قلیه ماهی، حلوا، رنگینک، انواع نان (نان تیری، مشتک، گرده، نان شیرین) تنها بخشی از غذاهای محلی این شهر است.